# Campionati europei di pattinaggio di velocità 2024 - Team sprint femminile
L'evento del team sprint femminile dei Campionati europei di pattinaggio di velocità 2024 si è svolto il 5 gennaio 2024 alla Thialf di Heerenveen, nei Paesi Bassi.

## Risultati
| Pos | Pair | Corsia | Nazione                                                          | Tempo   | Diff  |
| --- | ---- | ------ | ---------------------------------------------------------------- | ------- | ----- |
| 1   | 3    | c      | Paesi Bassi Marrit Fledderus Femke Kok Antoinette Rijpma-de Jong | 1:27.36 |       |
| 2   | 2    | s      | Polonia Andżelika Wójcik Iga Wojtasik Karolina Bosiek            | 1:28.06 | +0.70 |
| 3   | 2    | c      | Norvegia Carina Jagtøyen Julie Nistad Samsonsen Martine Ripsrud  | 1:28.83 | +1.47 |
| 4   | 3    | s      | Germania Anna Ostlender Michelle Uhrig Lea Sophie Scholz         | 1:29.62 | +2.26 |
| 5   | 1    | s      | Rep. Ceca Nikol Nepokojová Lucie Korvasová Zuzana Kuršová        | 1:35.44 | +8.08 |